# Correspondentbank
Een correspondentbank (Engels: correspondent account) is een kredietinstelling in het buitenland waarmee een binnenlandse kredietinstelling een zakelijke bankrelatie heeft, om overdrachten of transacties in het internationale betalingsverkeer te verwerken. 

## Voorbeeld
De Nederlandse oliemaatschappij XY is klant van ING in Amsterdam en verkoopt een lading van 500.000 vaten olie voor $40 miljoen aan een Zwitserse trader die klant is van Credit Suisse. ING Amsterdam houdt zijn dollars bij Bank of America (BofA) en Credit Suisse houdt zijn dollars bij de Bank of New York Mellon (BNY). Wanneer de Zwitserse trader zijn bank opdracht geeft het geld te betalen, debiteert Credit Suisse de rekening van die trader, en schrijft het dollars over van zijn correspondentenrekening bij BNY op de rekening van ING bij BofA. Vervolgens crediteert ING de dollars op de dollarrekening van de oliemaatschappij XY in Amsterdam.